# Mistrzostwa Europy w Łucznictwie 2022
27. Mistrzostwa Europy w łucznictwie odbyły się w dniach 6 - 12 czerwca 2022 w Monachium w Niemczech.

## Medaliści

### Strzelanie z łuku klasycznego
| Konkurencja:           | Złoto:                                                         | Srebro:                                                         | Brąz:                                                     |
| indywidualnie kobiet   | Gülnaz Büşranur Coşkun                                         | Michelle Kroppen                                                | Katharina Bauer                                           |
| indywidualnie mężczyzn | Miguel Alvariño                                                | Florian Unruh                                                   | Mete Gazoz                                                |
| drużynowo kobiet       | Niemcy · Michelle Kroppen · Katharina Bauer · Charline Schwarz | Turcja · Ezgi Başaran · Gülnaz Büşranur Coşkun · Yasemin Anagöz | Słowenia · Ana Umer · Urška Čavič · Nina Corel            |
| drużynowo mężczyzn     | Włochy · Federico Musolesi · Mauro Nespoli · Alessandro Paoli  | Hiszpania · Pablo Acha · Miguel Alvariño · Daniel Castro        | Szwajcaria · Kéziah Chabin · Florian Faber · Thomas Rufer |
| mikst                  | Holandia · Gabriela Schloesser · Rick van der Ven              | Niemcy · Florian Unruh · Mauro Nespoli                          | Włochy · Tatiana Andreoli · Mauro Nespoli                 |

### Strzelanie z łuku bloczkowego
| Konkurencja:           | Złoto:                                                                | Srebro:                                               | Brąz:                                                   |
| indywidualnie kobiet   | Isabelle Carpenter                                                    | Sophie Dodemont                                       | Ayşe Bera Süzer                                         |
| indywidualnie mężczyzn | Mike Schloesser                                                       | Yakup Yıldız                                          | Robin Jäätma                                            |
| drużynowo kobiet       | Wielka Brytania · Isabelle Carpenter · Ella Gibson · Jessica Stretton | Włochy · Sara Ret · Elisa Roner · Marcella Tonioli    | Turcja · Yeşim Bostan · Ayşe Bera Süzer · Songül Lök    |
| drużynowo mężczyzn     | Turcja · Batuhan Akçaoğlu · Emircan Haney · Yakup Yıldız              | Holandia · Sil Pater · Mike Schloesser · Stef Willems | Austria · Stefan Heincz · Michael Matzner · Nico Wiener |
| mikst                  | Dania · Tanja Gellenthien · Stephan Hansen                            | Estonia · Lisell Jäätma · Robin Jäätma                | Turcja · Yeşim Bostan · Emircan Haney                   |

## Klasyfikacja medalowa
| Lp. | Państwo         | Złoto | Srebro | Brąz | Razem |
| 1.  | Turcja          | 2     | 2      | 4    | 8     |
| 2.  | Holandia        | 2     | 1      | 0    | 3     |
| 3.  | Wielka Brytania | 2     | 0      | 0    | 2     |
| 4.  | Niemcy          | 1     | 3      | 1    | 5     |
| 5.  | Włochy          | 1     | 1      | 1    | 3     |
| 6.  | Hiszpania       | 1     | 1      | 0    | 2     |
| 7.  | Dania           | 1     | 0      | 0    | 1     |
| 8.  | Estonia         | 0     | 1      | 1    | 2     |
| 9.  | Francja         | 0     | 1      | 0    | 1     |
| 10. | Austria         | 0     | 0      | 1    | 1     |
| 10. | Słowenia        | 0     | 0      | 1    | 1     |
| 10. | Szwajcaria      | 0     | 0      | 1    | 1     |